# 綠建築標章
綠建築標章（英語：EEWH，為 Ecology（生態）、Energy Saving（節能）、Waste Reduction（減廢） 和 Health（健康）之簡稱），為中華民國之綠色建築認證標準。

## 歷史
- 1999年，綠建築標章制度開始實施，並建立「綠化量」、「基地保水」、「水資源」、「日常節能」、「二氧化碳減量」、「廢棄物減量」、及「污水垃圾改善」等七項指標。
- 2003年，綠建築標章增加「生物多樣性」及「室內環境」兩項指標。
- 2007年，綠建築標章建立分級評估制度，依優劣分為「鑽石」、「黃金」、「銀」、「銅」及「合格」五級。[2]
- 2010年1月1日，綠建築標章之評定審查作業改以指定評定專業機構方式辦理，將技術評定與核發標章之行政認可作業分階段處理。

## 外部連結
- 智慧建築資訊網 （页面存档备份，存于）